# Управляващ сенат
Управляващият сенат (на руски: Правительствующий сенат; до правописната реформа от 1917-1918 г.: Правительствующiй Сенатъ) е висшият държавен орган едновременно на законосъвещателната, изпълнителната и съдебната власт в Руската империя, подчинен на императора и назначаван от него. Учреден е от Петър Велики на 22 февруариЮл. (4 февруариГрег.) 1711 г. като висш орган на държавна власт и законодателството.
Между 1726 и 1730 г. става известен като Висок сенат (на руски: Высок сенат), като в същото време губи значителна част от правомощията си, но продължава дейността си в областта на финансите и администрацията.
При императрица Екатерина II той е разделен на няколко департамента (отдела), като същевременно губи ролята си на законодател. От началото на XIX век изпълнява надзорни функции върху дейността на държавните учреждения; от 1864 г. е и висшата касационна инстанция.
Отделни департаменти на Сената осъществяват регистрацията на търговски сделки.
Сенатът, като най-висша юридическа истанция в Руската империя, не признал Октомврийската революция и затова бил премахнат от болшевиките на 22 ноемвриЮл. (5 декемвриГрег.) 1917 г. с Декрет относно съда № 1. Той възобновява работата си в Омск през януари 1919 г. след създаването на правителство в Руската република.

Някои от департаментите на Сената са в Москва, други в Санкт Петербург.
- Сградата на Управляващия сенат и на Светейшия управляващ синод в Санкт Петербург
- Сенатския дворец (вляво) – седалище на Упварляващия сенат в Московския кремъл
- Сенатския дворец – седалище на Упварляващия сенат в Московския кремъл
- Заседание на Сената при Петър I в Екатеринхофския дворец

|  | Тази страница частично или изцяло представлява превод на страницата „Правительствующий сенат“ в Уикипедия на руски. Оригиналният текст, както и този превод, са защитени от Лиценза „Криейтив Комънс – Признание – Споделяне на споделеното“, а за съдържание, създадено преди юни 2009 година – от Лиценза за свободна документация на ГНУ. Прегледайте историята на редакциите на оригиналната страница, както и на преводната страница, за да видите списъка на съавторите. ВАЖНО: Този шаблон се отнася единствено до авторските права върху съдържанието на статията. Добавянето му не отменя изискването да се посочват конкретни източници на твърденията, които да бъдат благонадеждни. |

## Виж също
- Сенат (Древен Рим)